# 真島ヒロ
真島 ヒロ（ましま ヒロ、1977年5月3日 - ）は、日本の漫画家。長野県長野市出身。血液型はB型。

## 来歴
1998年に『MAGICIAN』で第60回週刊少年マガジン新人漫画賞入選を受賞し、『マガジンFRESH』より『BAD BOYS SONG』でデビュー。翌年に『週刊少年マガジン』本誌にて『RAVE』を連載し、同作はテレビアニメ化もされた。
2005年に『RAVE』を完結し、その後短期集中連載を経て、翌年の2006年8月に『週刊少年マガジン』より『FAIRY TAIL』を連載開始。2009年には同作が第33回講談社漫画賞少年部門を受賞した。
2016年7月発売の『週刊少年マガジン』35号で『FAIRY TAIL』が連載10周年を迎え、翌年7月に『FAIRY TAIL』を完結。
2018年1月、フランス・アングレームで開催された「第45回アングレーム国際漫画フェスティバル」にて特別栄誉賞に選ばれ、同年の6月に『週刊少年マガジン』より『EDENS ZERO』を連載開始、2024年6月完結。
2018年7月より『FAIRY TAIL 100 YEARS QUEST』連載開始。作画は上田敦夫。真島は「ネーム原作」としてネームまで切っている。
2022年6月、デビュー25周年を記念して、真島が「何か新しいことをやりたかった」ことからYouTubeチャンネル「真島ヒロ.mashima Ch.」を開設。

## 人物
- アシスタント経験は無く、漫画の描き方は、本を読んだり編集の人や自身のアシスタントから教わったりして覚えたと話している[4]。
- 「仕事の鬼」と読み切り時代のころから評されるほどプロ意識が高く、かなりの速筆として知られている。連日徹夜が当たり前の漫画稼業において、毎日睡眠時間を7時間取れているという。また、持ちかけられた仕事はほとんど断らない。
  - 全ページカラー掲載や1週で一挙2話掲載など、非常にハードなスケジュールも含まれていたにも関わらず、『RAVE』の連載6年間を無休載で描き切った。
  - 『FAIRY TAIL』では2013年7月20日発売の32号、同27日発売の33号において、マガジン史上初となる2週連続での一挙3話掲載を行った。またマガジンへの連載と並行して、姉妹誌の『マガジンSPECIAL』や『別冊少年マガジン』などにもたびたび出張読み切りを掲載している。
- 「マガジン1のゲーマー」と過去に自称しており、その趣味が作風に及ぼす影響は大きい。
  - 『モンスターハンター オラージュ』を描く以前（『RAVE』の連載が終わってから）『モンスターハンター』を2000時間はプレイしたという。
  - 『週刊少年マガジン』2006年第51号の『もう、しませんから。』にゲスト出演した際には、西本とのゲーム（バーチャファイター5）対決に勝利、念願のプレイステーション3を手に入れた。また、同号の自作品で真島も西本を表紙に登場させた。
  - ドラゴンクエストシリーズにも通じており、講談社で作品の発表を続ける作家でありながら、集英社発行の『Vジャンプ』に『ドラゴンクエストXI』の読み切り作品を発表したこともある。なお、同作での登場人物の衣装はDQXISにおいて正式に「おしゃれ装備」として追加されている。
- 映画好き。
- 尊敬する漫画家に田中宏を挙げており、新人時代に彼の絵をマネして練習していたり[5][6]、デビュー作のタイトルは彼の作品が由来[7]など強く影響を受けている。そして『RAVE』のガイドブック『RAVE THE LAST GUIDE BOOK』で初の対談を果たした[8]。
- 東日本大震災の被災者の支援にも取り組んでおり、他の漫画家と共同で東日本大震災チャリティ同人誌「pray for Japan」で執筆し[9]、この出版の為に100万円を支援した。また26巻（特装版含め）における印税分を、全て義援金として寄付した。
- 真島昌利のファンでもあり、ペンネームに「真島」、甲本ヒロトの「ヒロ」、自身の作品の『FAIRY TAIL』は真島昌利が在籍していたバンド、THE BREAKERSの曲名である。

## 作風・画風
- ファンタジーおよび冒険を基本とする世界観を構成することが多いが、本来はギャグ漫画の方が専門であり、ケツプリ団関係等のおバカな話の方が好きであるという。ただし、連載作品となると生死や差別といったハードな要素を取り込んたバトルアクションになることが多い。初の連載作品である『RAVE』は真島自身「話が少し重かった」とコメントするほどであり、その後の連載作にも「重さ」を感じさせる描写が散見される。
- いわゆるスター・システムを採用しており、『RAVE』の扉ページでは自身の異作品同士のキャラクターを共演させていたり、プルーやハッピーのように複数の漫画で使用されるキャラクターなどもいる。ただし、世界観の共有については厳密性を喫しており、『プルーの犬日記』における数々のゲストや『FAIRY TAIL』におけるモブキャラ出演なども「ファンサービス」としており、自身の作品は全て異なる世界で繰り広げられる物語であるとしている。『プルーの犬日記』ではそれが顕著で「作品が違う」としてキャラを追い出す場面や顔を知っているはずのキャラ自身も同一人物とみなさない描写も見られる。また、現代の漫画家としては珍しく現在刊行されている全ての自身の作品の本に対し、解説やあとがきを記している。
- 雑誌連載作品の主人公の名前は共通して季節名である（『RAVE』 = ハル（春）、『FAIRY TAIL』 = ナツ（夏）、『モンスターソウル』 = アキ（秋）、『モンスターハンター オラージュ』及び『EDENS ZERO』 = シキ（四季））。他にも、短編集『ましまえん』に収録されている読み切り作品『混合戦隊ミクスチャー』の主人公・御剣真冬はフユ（冬）である[10]。
- 主要女性キャラクターのほとんどが巨乳かつスタイルがよい美女だが、『RAVE』16巻末Q&Aでは「特別巨乳好きではないが、嫌いでもない」と語っている。また、近年において『FAIRY TAIL』のウェンディやレビィなどといった貧乳キャラもしくは幼女も描くようになっている。真島曰く「担当のマツキさんの指示で巨乳路線にすることが多い」と語っている[11]。
- 画風については「〜の頃に戻してほしい」といった要望があることを『RAVE』の文庫本で明らかにし、自身も絵柄が安定していないことを認めており「漫画家はきっとその時の自分の絵が一番満足している」ということで陳謝している。
- 特定の色をキャラクターに付けてしまうことをあまり好んでおらず、コミックス表紙のプルーなどは度々色が変わっている。設定上は「日焼け」などとなっているが、これについては「空には好きな色を塗りなさい」という父親の教えからであると明言されている。このことから、ファンから送られてきたイラストや文化祭製作などでキャラクターの色が違っていても「新たな解釈」として寛大に受け入れている。
- ギャグシーンにおける驚きの表現として「ぐもっ」というオノマトペを多用する（派生として「ぐもーん」「ぐももっ」など）。

## 作品リスト

### 連載中
- DEAD ROCK（『月刊少年マガジン』2023年-、講談社、既刊5巻）
- FAIRY TAIL 100 YEARS QUEST（『マガジンポケット』2018年-、講談社、既刊21巻、ネーム原作：真島ヒロ、作画：上田敦夫）

### 連載終了作品
- RAVE（『週刊少年マガジン』1999-2005年、全35巻・文庫版全18巻）
- プルーの犬日記（『コミックボンボン』2002-2007年、全3巻）
- MONSTER SOUL（『コミックボンボン』2006-2007年、全2巻）
- FAIRY TAIL（『週刊少年マガジン』2006-2017年、全63巻）
- モンスターハンター オラージュ（『月刊少年ライバル』2008-2009年、全4巻）
- Mashima HERO'S（『週刊少年マガジン』2019年、全1巻）
- EDENS ZERO（『週刊少年マガジン』2018-2024年、講談社、全33巻）

### 読み切り
- 星咬の皐月（『週刊少年マガジン』2014年42号）
- ドラゴンクエストXI S 盗賊たちの挽歌（『Vジャンプ』2019年10月号、監修：堀井雄二、協力：スクウェア・エニックス）
- 新本格魔法少女りすか（twitterアカウント「西尾維新公式情報」2020年11月27日[12]、原作：西尾維新、キャラクター原案：西村キヌ）
- 1993（『週刊ヤングマガジン』2025年32号）

### その他
- 真島ヒロ短編集『ましまえん』（全2巻）
- 三国志大戦（カードイラスト）
- 化物語（エンドカード - 第五話）
- 化物画廊（描き下ろしイラスト - 第1話）
- ギャング・エイジ（作：阿部夏丸、絵：真島ヒロ）
- ブレイブリーデフォルト フェアリーズエフェクト（ユリアニス・テイコフのキャラクターデザイン）
- TVアニメ アルスラーン戦記（エンドカード - 第14話）
- TVアニメ 山田くんと7人の魔女（エンドカード - 第1話）
- TVアニメ「FAIRY TAIL」エンディング（描き下ろしイラスト ‐ 第227〜231話）
- 日本テレビ系列「1億人の大質問!?笑ってコラえて!」幼稚園妖怪デザイン
- TVアニメ UQ HOLDER! 〜魔法先生ネギま!2〜（エンドカード - 第1話）
- PRIUS PHVenus「デュアルモータードライブ」[13]
- TVアニメ 寄宿学校のジュリエット（エンドカード - 第1話）
- 講談社の動く図鑑 MOVE 小学生のずかん（講談社、イラスト）
- Gate of Nightmares（キャラクターデザイン・世界観設定）[14]
- FARMAGIA（キャラクターデザイン）

## アシスタント
- 吉河美希
- 三國シン
- 中村幸司
- 上田ゆい
- 千田純生
- ボビー大澤